# İbrahimhacılı, Şefaatli
İbrahimhacılı là một xã thuộc huyện Şefaatli, tỉnh Yozgat, Thổ Nhĩ Kỳ. Dân số thời điểm năm 2010 là 196 người.